# Deep Cuts (musikalbum av The Knife)
Deep Cuts är den svenska popgruppen The Knifes andra musikalbum, utgivet i Sverige den 17 januari 2003 och i Storbritannien den 11 oktober 2004. Skivan har sålt guld (30 000 exemplar) och var även nominerad till en Grammis för årets bästa album 2003. Alla låtar på skivan har producerats av The Knife, men i "You Take My Breath Away" sjunger Jenny Wilson i duett med Karin Dreijer och i "Behind the Bushes" medverkar Kalle Lekholm på valthorn. Skivan rankades av Sonic Magazine i juni 2013 som det fjärde bästa svenska albumet någonsin.

## Låtlista

### Originalversionen
1. Heartbeats
2. Girls' Night Out
3. Pass This On
4. One For You
5. The Cop
6. Listen Now
7. She’s Having A Baby
8. You Take My Breath Away
9. Rock Classics
10. Is It Medicine
11. You Make Me Like Charity
12. Got 2 Let U
13. Behind The Bushes
14. Hangin’ Out

### Begränsad utgåva inklusive DVD
1. Heartbeats
2. Girls’ Night Out
3. Pass This On
4. One For You
5. The Cop
6. Listen Now
7. She’s Having A Baby
8. You Take My Breath Away
9. Rock Classics
10. Is It Medicine
11. You Make Me Like Charity
12. Got 2 Let U
13. Behind The Bushes
14. Hangin’ Out
15. This Is Now
16. Handy-Man
17. The Bridge

Musikvideor på DVD:n:
- Handy-Man
- Pass This On
- You Take My Breath Away
- Heartbeats
- N.Y Hotel